# Пачука де Сото
Пачука де Сото (шп. Pachuca de Soto) је град у Мексику у савезној држави Идалго. Према процени из 2005. у граду је живело 267.751 становника.

## Становништво
Према подацима са пописа становништва из 2010. године, град је имао 256.584 становника.
| 1990.   | 1995.   | 2000.   | 2005.   | 2010.   |
| ------- | ------- | ------- | ------- | ------- |
| 174.013 | 209.996 | 231.602 | 267.751 | 256.584 |